# Vision Quest
Vision Quest (bra: Em Busca da Vitória) é um filme estadunidense de 1985, do gênero drama romântico, dirigida por Harold Becker.Foi marcado por sua trilha sonora, estrelada por Madonna.

## Sinopse
O colegial Louden Swain (Matthew Modine) é um praticante da luta livre e um rapaz obcecado, tentando perder cerca de 10 quilos num curto espaço de tempo, para desafiar Shute, um imbatível campeão, pesando quase 80 quilos, duro na queda e considerado o melhor lutador do estado. Até o dia em que uma sexy mulher (Linda Fiorentino) ameaça arrastar Louden e seus sonhos para um amor não correspondido.

## Elenco
- Matthew Modine - Louden Swain
- Linda Fiorentino - Carla
- Michael Schoeffling - Kuch
- Ronny Cox - Larry Swain
- Daphne Zuniga - Margie Epstein
- Forest Whitaker - Balldozer
- Madonna - cantora do clube